# 天主教東科克羅姆宗座代牧區
天主教東科克羅姆宗座代牧教區（拉丁語：Vicariatus Apostolicus Donkorkromensis）是加納一個羅馬天主教宗座代牧區。
宗座監牧區於2007年6月12日設立，2010年1月19日升為宗座代牧區。宗座代牧區位於東部地區阿夫拉姆平原區，2010年時有教友17,582人（佔轄區總人口11.0%）、七個堂區和十二名司鐸。現任宗座代牧為若望·阿豐索·阿賽杜。